# Las Eras (Albacete)
Las Eras es una localidad española perteneciente al municipio de Alcalá del Júcar, en la provincia de Albacete, comunidad autónoma de Castilla-La Mancha. Situada en un cerro, a unos 500 metros de Alcalá, y con un terreno llano y fértil, se trata de la mayor pedanía del municipio. Cuenta con plantaciones de viñedos y con dos cooperativas vitivinícolas.

## Historia
Las Eras aparece por primera vez en escritos en 1480, cuando se firmaron las capitulaciones entre el Marqués de Villena y los Reyes Católicos. En 1742, Cristóbal Cebrián de la Torre, canónigo de Sigüenza, dejó una fundación para que la iglesia de San Gregorio siempre tuviese una lámpara de aceite encendida frente a la imagen de Jesús, y fundó una capellanía.

## Demografía
Evolución de la población
| Gráfica de evolución demográfica de Las Eras entre 2000 y 2017     |
|                                                                    |
| Población de derecho (2000-2017) según el padrón municipal del INE |

## Festividades
Su patrón es San Gregorio Nacianceno, a quien está dedicada la iglesia. Su festividad se celebra el 9 de mayo con una misa y una procesión, durante la cual se bendicen las cosechas.